# أكيرا إيتو
أكيرا إيتو (باليابانية: 伊藤 彰) (19 سبتمبر 1972 في نيزا (سايتاما) في اليابان - )؛ هو لاعب كرة قدم ياباني سابق كان يلعب كلاعب وسط.

## وصلات خارجية
- أكيرا إيتو على موقع رابطة كرة القدم اليابانية للمحترفين (اليابانية)
- أكيرا إيتو على موقع قاعدة بيانات كرة القدم.إي يو (الإنجليزية)
- أكيرا إيتو على موقع Soccerway.com (الإنجليزية)
- أكيرا إيتو على موقع عالم كرة القدم.نت (الإنجليزية)